# Mike Towell
Mike Towell, noto con il soprannome Iron (Dundee, 11 settembre 1991 – Glasgow, 30 settembre 2016), è stato un pugile britannico.

## Biografia
Nato in Scozia si dedicò al pugilato sognando di poter lasciare il lavoro di muratore. Nel 2008 intraprese una relaziona amorosa con Chloe Ross, con cui ebbe un figlio chiamato Rocco.
Esordì nel carriera pugilistica contro lo scozzese Tom Bowen il 18 marzo 2013, vincendo ai punti. Tre mesi dopo, nell'incontro seguente contro il debuttante Martin McCord ottenne il primo e unico pareggio in carriera. Dopo quell'incontro mise a segno una serie di 10 vittorie consecutive, che portarono i suoi agenti a programmare la campagna per la conquista del titolo nazionale dei pesi welter, detenuto Bradley Skeete nel 2016.
Il 29 settembre 2016, al suo tredicesimo incontro in carriera contro il gallese Dale Evans, che avrebbe dovuto determinare lo sfidante di Bradley Skeete per il titolo, finì al tappeto nella prima ripresa subendo duri colpi alla testa dall'avversario. L'arbitro, nonostante Towell avesse ricevuto cure sul ring, determinò la fine dell'incontro solo al quinto round. Al termine del match venne trasferito d'urgenza all'ospedale universitario Queen Elizabeth di Glasgow ed il giorno seguente morì per le contusioni.